# トゥラン・トヴズİK
トゥラン・トヴズ・イドマン・クルブ（アゼルバイジャン語: Turan Tovuz İdman Klubu）は、アゼルバイジャンのトヴズ県のトヴズをホームタウンとするサッカークラブ。

## 歴史
1993-94シーズンのアゼルバイジャン・プレミアリーグで初優勝した。
2014年10月、トゥラン-Tからトゥラン・トヴズに改称した。

## タイトル
- アゼルバイジャン・プレミアリーグ：1回
  - 1993-94

## 欧州の成績
| シーズン | 大会       | ラウンド | 対戦相手         | ホーム | アウェー | 合計 |
| -------- | ---------- | -------- | ---------------- | ------ | -------- | ---- |
| 1994-95  | UEFAカップ | 予選     | フェネルバフチェ | 0-2    | 0-5      | 0-7  |

## 歴代所属選手
- マルコ・トゥーリオ・ロペス・シルバ 2010-2011
- セルゲイ・スカチェンコ 2004-2005